# Medicina espacial

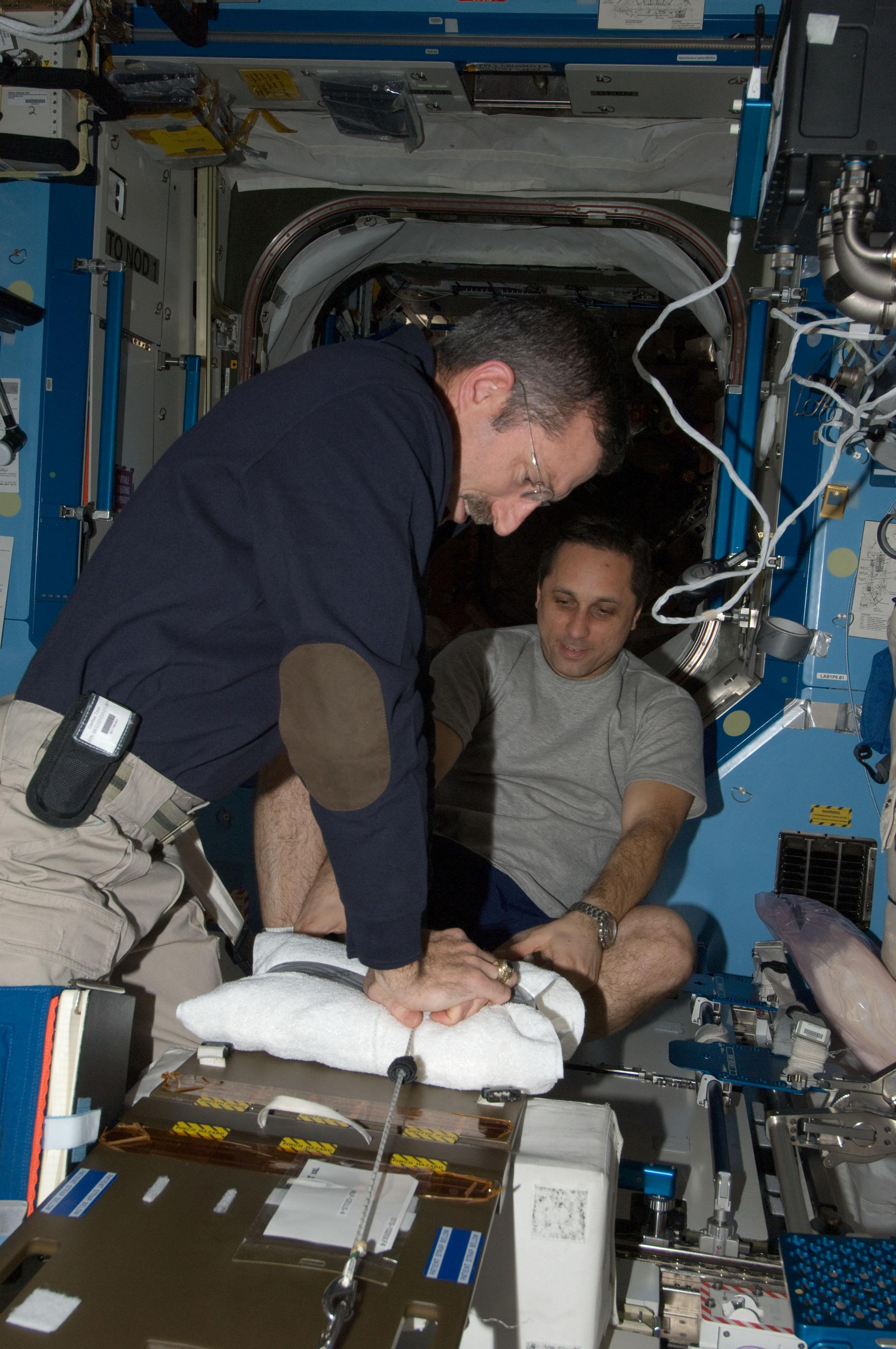
Dan Burbank y Anton Shkaplerov participan en un simulacro de contingencia médica en el laboratorio Destiny de la Estación Espacial Internacional. Este simulacro brinda a los miembros de la tripulación la oportunidad de trabajar en equipo para resolver una emergencia médica simulada a bordo de la estación.

La medicina espacial es la práctica de la medicina en el espacio exterior, mientras que la higiene espacial es la aplicación de la ciencia y la tecnología para prevenir o controlar la exposición a los peligros que pueden causar problemas de salud a los astronautas. Ambas ciencias trabajan juntas para garantizar que los astronautas trabajen en un entorno seguro. El objetivo principal es descubrir qué tan bien y durante cuánto tiempo las personas pueden sobrevivir a las condiciones extremas en el espacio, y qué tan rápido pueden adaptarse al entorno de la Tierra después de regresar de su viaje. Las consecuencias médicas, como la posible ceguera y la pérdida ósea, se han asociado con los vuelos espaciales tripulados.
En octubre de 2015, la Oficina del Inspector General de la NASA emitió un informe de peligros para la salud relacionado con la exploración espacial, incluida una misión humana a Marte.

## Historia
Hubertus Strughold (1898–1987), ex médico y fisiólogo nazi, fue llevado a los Estados Unidos después de la Segunda Guerra Mundial como parte de la Operación Paperclip. Acuñó por primera vez el término "medicina espacial" en 1948 y fue el primer y único profesor de medicina espacial en la Escuela de Medicina de Aviación (SAM) en la Base de la Fuerza Aérea Randolph, Texas. En 1949, Strughold fue nombrado director del Departamento de Medicina Espacial del SAM (que ahora es la Escuela de Medicina Aeroespacial de la Fuerza Aérea de los Estados Unidos (USAFSAM) en la Base de la Fuerza Aérea Wright-Patterson, Ohio. Jugó un papel importante en el desarrollo del traje de presión usado por los primeros astronautas estadounidenses. Fue cofundador de la Rama de Medicina Espacial de la Asociación Médica Aeroespacial en 1950. La biblioteca aeromédica de Brooks AFB recibió su nombre en 1977, pero luego se le cambió el nombre porque los documentos del Tribunal de Crímenes de Guerra de Nuremberg vinculaban a Strughold con experimentos médicos en los que los reclusos del campo de concentración de Dachau fueron torturados y asesinados.

### Proyecto Mercury
La medicina espacial fue un factor crítico en el programa espacial humano de los Estados Unidos, comenzando con el Proyecto Mercury.

## Efectos de los viajes espaciales

Los efectos de la microgravedad en la distribución de fluidos alrededor del cuerpo (muy exagerado) (NASA)

En octubre de 2018, investigadores financiados por la NASA encontraron que los viajes largos al espacio exterior, incluido el viaje al planeta Marte, pueden dañar sustancialmente los tejidos gastrointestinales de los astronautas. Los estudios respaldan trabajos anteriores que encontraron que tales viajes podrían dañar significativamente el cerebro de los astronautas y envejecerlos prematuramente.
En noviembre de 2019, los investigadores informaron que los astronautas experimentaron graves problemas de flujo sanguíneo y coágulos mientras estaban a bordo de la Estación Espacial Internacional, según un estudio de seis meses de 11 astronautas sanos. Los resultados pueden influir en los vuelos espaciales a largo plazo, incluida una misión al planeta Marte, según los investigadores.

### Ritmos cardiacos
Se han observado alteraciones del ritmo cardíaco entre los astronautas. La mayoría de estos se han relacionado con enfermedades cardiovasculares, pero no está claro si esto se debió a condiciones preexistentes o efectos de los vuelos espaciales. Se espera que la detección avanzada de enfermedades coronarias haya mitigado en gran medida este riesgo. Otros problemas del ritmo cardíaco, como la fibrilación auricular, pueden desarrollarse con el tiempo, lo que requiere un control periódico del ritmo cardíaco de los miembros de la tripulación. Más allá de estos riesgos cardíacos terrestres, existe cierta preocupación de que la exposición prolongada a la microgravedad pueda provocar alteraciones del ritmo cardíaco. Aunque esto no se ha observado hasta la fecha, se justifica una mayor vigilancia.

### Enfermedad por descompresión en vuelos espaciales
En el espacio, los astronautas usan un traje espacial, esencialmente una nave espacial individual autónoma, para realizar caminatas espaciales o actividades extravehiculares (EVA). Los trajes espaciales generalmente se inflan con oxígeno al 100% a una presión total que es menos de un tercio de la presión atmosférica normal. La eliminación de componentes atmosféricos inertes como el nitrógeno permite que el astronauta respire cómodamente, pero también tenga la movilidad para usar sus manos, brazos y piernas para completar el trabajo requerido, que sería más difícil con un traje de mayor presión.
Una vez que el astronauta se pone el traje espacial, el aire se reemplaza por oxígeno al 100% en un proceso llamado "purga de nitrógeno". Para reducir el riesgo de enfermedad por descompresión, el astronauta debe pasar varias horas "antes de respirar" a una presión parcial de nitrógeno intermedia, para permitir que sus tejidos corporales liberen nitrógeno lo suficientemente lento como para que no se formen burbujas. Cuando el astronauta regresa al entorno de la "manga de la camisa" de la nave espacial después de un EVA, la presión se restablece a cualquiera que sea la presión operativa de esa nave espacial, generalmente presión atmosférica normal. La enfermedad por descompresión en los vuelos espaciales consiste en la enfermedad por descompresión (EDC) y otras lesiones debidas a cambios no compensados en la presión o barotrauma.

#### Malestar de descompresión
La enfermedad por descompresión es la lesión de los tejidos del cuerpo resultante de la presencia de burbujas de nitrógeno en los tejidos y la sangre. Esto ocurre debido a una rápida reducción de la presión ambiental que hace que el nitrógeno disuelto salga de la solución como burbujas de gas dentro del cuerpo. En el espacio, el riesgo de EDC se reduce significativamente mediante el uso de una técnica para eliminar el nitrógeno de los tejidos del cuerpo. Esto se logra respirando oxígeno al 100% durante un período de tiempo específico antes de ponerse el traje espacial y se continúa después de una purga de nitrógeno. La DCS puede resultar de un tiempo de preoxigenación inadecuado o interrumpido, u otros factores, incluido el nivel de hidratación del astronauta, el acondicionamiento físico, las lesiones previas y la edad. Otros riesgos de DCS incluyen una purga de nitrógeno inadecuada en la EMU, un EVA extenuante o excesivamente prolongado o una pérdida de presión del traje. Los miembros de la tripulación que no son de EVA también pueden estar en riesgo de DCS si hay una pérdida de presión en la cabina de la nave espacial.
Los síntomas de la EDC en el espacio pueden incluir dolor de pecho, dificultad para respirar, tos o dolor al respirar profundamente, fatiga inusual, aturdimiento, mareos, dolor de cabeza, dolor musculoesquelético inexplicable, hormigueo o entumecimiento, debilidad de las extremidades o anomalías visuales.
Los principios del tratamiento primario consisten en la represurización en el traje para volver a disolver las burbujas de nitrógeno, oxígeno al 100% para volver a oxigenar los tejidos, e hidratación para mejorar la circulación a los tejidos lesionados.

#### Barotrauma
El barotrauma es la lesión de los tejidos de los espacios llenos de aire del cuerpo como resultado de las diferencias de presión entre los espacios corporales y la presión atmosférica ambiental. Los espacios llenos de aire incluyen el oído medio, los senos paranasales, los pulmones y el tracto gastrointestinal. Uno estaría predispuesto por una infección respiratoria superior preexistente, alergias nasales, cambios de presión recurrentes, deshidratación o una técnica de compensación deficiente.
La presión positiva en los espacios llenos de aire es el resultado de una presión barométrica reducida durante la fase de despresurización de un EVA. Puede causar distensión abdominal, dolor de oído o de los senos nasales, disminución de la audición y dolor dental o de mandíbula. La distensión abdominal se puede tratar extendiendo el abdomen, masajeando suavemente y estimulando el paso de flatos. La presión del oído y de los senos nasales se puede aliviar con la liberación pasiva de presión positiva. El pretratamiento para individuos susceptibles puede incluir descongestionantes orales y nasales, o esteroides orales y nasales.
La presión negativa en los espacios de llenado de aire se debe al aumento de la presión barométrica durante la represurización después de un EVA o después de una restauración planificada de una presión de cabina reducida. Los síntomas comunes incluyen dolor de oídos o sinusitis, disminución de la audición y dolor de dientes o mandíbula.
El tratamiento puede incluir la compensación activa de la presión positiva de los oídos y los senos nasales, descongestionantes orales y nasales, o esteroides orales y nasales, y analgésicos apropiados si es necesario.

### Disminución del funcionamiento del sistema inmunológico.
Los astronautas en el espacio tienen sistemas inmunes debilitados, lo que significa que además de una mayor vulnerabilidad a nuevas exposiciones, los virus que ya están presentes en el cuerpo, que normalmente serían suprimidos, se activan. En el espacio, las células T no se reproducen correctamente y las células que existen son menos capaces de combatir las infecciones. La investigación de la NASA está midiendo el cambio en el sistema inmunológico de sus astronautas, además de realizar experimentos con células T en el espacio.
El 29 de abril de 2013, científicos del Instituto Politécnico Rensselaer, financiado por la NASA, informaron que, durante el vuelo espacial en la Estación Espacial Internacional, los microbios parecen adaptarse al entorno espacial de formas "no observadas en la Tierra" y de formas que "pueden conducir a aumentos de crecimiento y virulencia ".
En marzo de 2019, la NASA informó que los virus latentes en humanos pueden activarse durante las misiones espaciales, lo que posiblemente agregue más riesgo a los astronautas en futuras misiones en el espacio profundo.

### Mayor riesgo de infección
Un experimento del transbordador espacial de 2006 descubrió que Salmonella typhimurium, una bacteria que puede causar intoxicación alimentaria, se vuelve más virulenta cuando se cultiva en el espacio. El 29 de abril de 2013, científicos del Instituto Politécnico Rensselaer, financiado por la NASA, informaron que, durante el vuelo espacial en la Estación Espacial Internacional, los microbios parecen adaptarse al entorno espacial de formas "no observadas en la Tierra" y de formas que "pueden conducir a aumentos de crecimiento y virulencia ". Más recientemente, en 2017, se descubrió que las bacterias son más resistentes a los antibióticos y prosperan en la casi ingravidez del espacio. Se ha observado que los microorganismos sobreviven al vacío del espacio exterior. Los investigadores en 2018 informaron, después de detectar la presencia en la Estación Espacial Internacional (ISS) de cinco cepas bacterianas de Enterobacter bugandensis, ninguna patógena para los humanos, que los microorganismos en la ISS deben ser monitoreados cuidadosamente para continuar garantizando un ambiente médicamente saludable para los astronautas.

### Efectos de la fatiga
Los vuelos espaciales humanos a menudo requieren que las tripulaciones de los astronautas soporten largos períodos sin descansar. Los estudios han demostrado que la falta de sueño puede causar fatiga que conduce a errores al realizar tareas críticas. Además, las personas que están fatigadas a menudo no pueden determinar el grado de su discapacidad. Los astronautas y el personal de tierra sufren con frecuencia los efectos de la falta de sueño y la alteración del ritmo circadiano. La fatiga debida a la pérdida de sueño, el cambio de sueño y la sobrecarga de trabajo podría provocar errores de rendimiento que pongan a los participantes de los vuelos espaciales en riesgo de comprometer los objetivos de la misión, así como la salud y seguridad de los que están a bordo.

### Pérdida del equilibrio
Salir y regresar a la gravedad de la Tierra causa "mareos espaciales", mareos y pérdida del equilibrio en los astronautas. Al estudiar cómo los cambios pueden afectar el equilibrio en el cuerpo humano, involucrando los sentidos, el cerebro, el oído interno y la presión arterial, la NASA espera desarrollar tratamientos que puedan usarse en la Tierra y en el espacio para corregir los trastornos del equilibrio. Hasta entonces, los astronautas de la NASA deben depender de un medicamento llamado Midodrine (una píldora “anti-mareos” que aumenta temporalmente la presión arterial) y/o prometazina para ayudar a llevar a cabo las tareas que necesitan para regresar a casa de manera segura.

### Pérdida de densidad ósea
La osteopenia de los vuelos espaciales es la pérdida ósea asociada con los vuelos espaciales tripulados. Después de un viaje al espacio de 3 a 4 meses, se necesitan entre 2 y 3 años para recuperar la densidad ósea perdida. Se están desarrollando nuevas técnicas para ayudar a los astronautas a recuperarse más rápido. La investigación en las siguientes áreas tiene el potencial de ayudar al proceso de crecimiento de hueso nuevo:
- Los cambios en la dieta y el ejercicio pueden reducir la osteoporosis.
- La terapia de vibración puede estimular el crecimiento óseo.[46]
- La medicación podría hacer que el cuerpo produzca más proteína responsable del crecimiento y la formación de los huesos.

### Pérdida de masa muscular
En el espacio, los músculos de las piernas, la espalda, la columna y el corazón se debilitan y se desgastan porque ya no son necesarios para vencer la gravedad, al igual que las personas pierden músculo cuando envejecen debido a la reducción de la actividad física. Los astronautas se basan en la investigación en las siguientes áreas para desarrollar músculo y mantener la masa corporal:
- El ejercicio puede desarrollar músculos si se dedican al menos dos horas al día a realizar rutinas de entrenamiento de resistencia.
- Los suplementos hormonales (hGH) pueden ser una forma de aprovechar las señales de crecimiento natural del cuerpo.
- La medicación puede hacer que el cuerpo produzca proteínas de crecimiento muscular.

### Pérdida de la vista
Después de largas misiones de vuelos espaciales, los astronautas pueden experimentar graves problemas de visión. Estos problemas de visión pueden ser una preocupación importante para futuras misiones de vuelos al espacio profundo, incluida una misión humana a Marte.

### Pérdida de capacidades mentales y riesgo de enfermedad de Alzheimer.
El 31 de diciembre de 2012, un estudio respaldado por la NASA informó que los vuelos espaciales humanos pueden dañar el cerebro de los astronautas y acelerar la aparición de la enfermedad de Alzheimer.
El 2 de noviembre de 2017, los científicos informaron que se han encontrado cambios significativos en la posición y estructura del cerebro en los astronautas que han realizado viajes al espacio, según estudios de resonancia magnética. Los astronautas que realizaron viajes espaciales más largos se asociaron con mayores cambios cerebrales.

### Intolerancia ortostática

El sistema de acondicionamiento de reflejos cardiovasculares de Beckman infló y desinfló los puños de los trajes de vuelo Gemini y Apollo para estimular el flujo sanguíneo a las extremidades inferiores.

"Bajo los efectos de la gravedad terrestre, la sangre y otros fluidos corporales son arrastrados hacia la parte inferior del cuerpo. Cuando la gravedad desaparece o se reduce durante la exploración espacial, la sangre tiende a acumularse en la parte superior del cuerpo, lo que produce edema facial y otros efectos secundarios no deseados. A su regreso a la tierra, la sangre comienza a piscina en las extremidades inferiores de nuevo, lo que resulta en hipotensión ortostática ."
En el espacio, los astronautas pierden volumen de líquido, incluido hasta el 22% de su volumen de sangre. Debido a que tiene menos sangre para bombear, el corazón se atrofiará. Un corazón debilitado da como resultado una presión arterial baja y puede producir un problema con la "tolerancia ortostática" o la capacidad del cuerpo para enviar suficiente oxígeno al cerebro sin desmayarse o marearse.

### Efectos de la radiación

Comparación de dosis de radiación: incluye la cantidad detectada en el viaje de la Tierra a Marte por el RAD en el MSL (2011-2013).

El cosmonauta soviético Valentin Lebedev, que gastó 211 días en órbita durante 1982 (un récord absoluto de permanencia en la órbita de la Tierra), perdió la vista debido a una catarata progresiva. Lebedev declaró: “Sufrí mucha radiación en el espacio. Todo estaba oculto en ese entonces, durante los años soviéticos, pero ahora puedo decir que causé daños a mi salud debido a ese vuelo ". El 31 de mayo de 2013, los científicos de la NASA informaron que una posible misión humana a Marte puede implicar un gran riesgo de radiación en función de la cantidad de radiación de partículas energéticas detectada por el RAD en el Laboratorio de Ciencias de Marte mientras viajaba de la Tierra a Marte en 2011-2012.

### Trastornos del sueño
El cincuenta por ciento de los astronautas de los transbordadores espaciales toman pastillas para dormir y aun así duermen dos horas o menos. La NASA está investigando dos áreas que pueden proporcionar las claves para un mejor sueño nocturno, ya que la mejora del sueño disminuye la fatiga y aumenta la productividad durante el día. Constantemente se discute una variedad de métodos para combatir este fenómeno. Una lista parcial de remedios incluiría:
- Ve a la cama  a la misma hora cada noche. Con la práctica, (casi) siempre estará cansado y listo para dormir.
- La melatonina, que alguna vez se pensó que era un fármaco maravilloso antienvejecimiento (esto se debió a la observación bien documentada de que a medida que las personas envejecen producen gradualmente menos hormona de forma natural). La cantidad de melatonina que produce el cuerpo disminuye linealmente a lo largo de la vida. Aunque la moda antienvejecimiento de la melatonina fue completamente desacreditada después de una gran cantidad de ensayos aleatorizados, pronto estuvo en el centro de atención una vez más debido a la observación de que los niveles normales de melatonina de una persona sana varían ampliamente a lo largo de cada día: por lo general, los niveles aumentan por la noche. y caer por la mañana. Desde el descubrimiento de que los niveles de melatonina son más altos a la hora de acostarse, algunos han dicho que la melatonina es una ayuda eficaz para dormir; es especialmente popular para el desfase horario. La eficacia de la melatonina en el tratamiento del insomnio es objeto de acalorados debates y, por lo tanto, en Estados Unidos se vende como suplemento dietético. "Estas declaraciones no han sido evaluadas por la FDA" está impreso en el empaque a pesar de que la melatonina se ha estudiado ampliamente.
- Ramelteon, un agonista del receptor de melatonina, es un fármaco relativamente nuevo diseñado utilizando la molécula de melatonina y las formas de los receptores de melatonina como puntos de partida. Ramelteon se une a los mismos receptores M1 y M2 en el núcleo supraquiasmático (el "reloj biológico" en el cerebro) que la melatonina (M1 y M2 reciben sus nombres de la melatonina). También puede derivar algunas de sus propiedades de su semivida de eliminación tres veces mayor. Ramelteon no está exento de detractores que afirman que no es más eficaz que la melatonina, y la melatonina es menos cara en órdenes de magnitud. No está claro si Ramelteon hace que sus receptores se comporten de manera diferente a como lo hacen cuando se unen a la melatonina, y Ramelteon puede tener una afinidad significativamente mayor por estos receptores. Pronto debería estar disponible mejor información sobre la eficacia de Ramelteon y, a pesar de las dudas sobre su eficacia, la falta generalizada de efectos secundarios hace de Ramelteon uno de los pocos medicamentos para dormir que los astronautas podrían utilizar de forma segura.
- Los barbitúricos y las benzodiazepinas son sedantes muy fuertes. Si bien ciertamente funcionarían (al menos a corto plazo) para ayudar a los astronautas a dormir, tienen efectos secundarios que podrían afectar la capacidad del astronauta para realizar su trabajo, especialmente en la "mañana". Este efecto secundario hace que los barbitúricos y las benzodiacepinas probablemente no sean aptos como tratamientos para el insomnio espacial. Los narcóticos y la mayoría de los tranquilizantes también entran en esta categoría.
- Zolpidem y Zopiclone son sedantes-hipnóticos, más conocidos por sus nombres comerciales "Ambien" y "Lunesta". Estos son ayudas para dormir extremadamente populares, debido en gran parte a su eficacia y perfiles de efectos secundarios significativamente reducidos frente a las benzodiazepinas y barbitúricos. Aunque otras drogas pueden ser más efectivas para inducir el sueño, el zolpidem y la zopiclona carecen esencialmente del tipo de efectos secundarios que descalifican a otros medicamentos para el insomnio para los astronautas, para quienes poder despertarse fácil y rápidamente puede ser de suma importancia; los astronautas que no piensan con claridad, están atontados y desorientados cuando una emergencia repentina los despierta, podrían terminar cambiando su aturdimiento por la indiferencia de la muerte en segundos. Zolpidem, Zopiclone y similares, en la mayoría de las personas, tienen menos probabilidades de causar somnolencia diurna relacionada con las drogas, ni somnolencia excesiva si se despiertan abruptamente.
- Practica una buena higiene del sueño. En otras palabras, la cama es solo para dormir; Levántese de la cama unos momentos después de despertarse. No se siente en la cama viendo televisión o usando una computadora portátil. Cuando uno se aclimata a pasar muchas horas despierto en la cama, puede interrumpir el conjunto natural de ciclos diarios del cuerpo, llamado ritmo circadiano. Si bien esto es un problema menor para los astronautas que tienen opciones de entretenimiento muy limitadas en sus áreas de dormir, otro aspecto de la higiene del sueño es adherirse a una rutina específica antes de dormir (ducharse, cepillarse los dientes, doblar la ropa, pasar 20 minutos con una basura novela, por ejemplo); Observar este tipo de rutina con regularidad puede mejorar significativamente la calidad del sueño. Por supuesto, todos los estudios de higiene del sueño se han realizado a 1G, pero parece posible (si no probable) que observar la higiene del sueño retendría al menos algo de eficacia en la microgravedad.
- El modafinilo es un medicamento que se prescribe para la narcolepsia y otros trastornos que implican un agotamiento excesivo durante el día. Ha sido aprobado en diversas situaciones militares y para astronautas gracias a su capacidad para evitar la fatiga. No está claro si los astronautas a veces usan la droga porque tienen falta de sueño; es posible que solo se use en caminatas espaciales y en otras situaciones de alto riesgo.
- La dexedrina es una anfetamina que solía ser el estándar de oro para los pilotos de combate que realizaban salidas largas y múltiples seguidas y, por lo tanto, puede que en algún momento haya estado disponible si los astronautas necesitaban un estimulante fuerte. Hoy en día, Modafinil ha reemplazado en gran medida, si no por completo, a la Dexedrina; El tiempo de reacción y el razonamiento entre los pilotos que están privados de sueño y que toman Dexedrine sufren, y empeoran cuanto más tiempo permanece despierto el piloto. En un estudio, los pilotos de helicópteros que recibieron doscientos miligramos de Modafinil cada tres horas pudieron mejorar significativamente el rendimiento de su simulador de vuelo. Sin embargo, el estudio informó que el modafinilo no era tan eficaz como la dexanfetamina para aumentar el rendimiento sin producir efectos secundarios.[66]

## Análogos de vuelos espaciales
La investigación biomédica en el espacio es cara y complicada desde el punto de vista logístico y técnico y, por tanto, limitada. La realización de investigaciones médicas en el espacio por sí sola no proporcionará a los seres humanos el conocimiento profundo necesario para garantizar la seguridad de los viajeros interplanetarios. Complementario a la investigación en el espacio es el uso de análogos de vuelos espaciales. Los análogos son particularmente útiles para el estudio de la inmunidad, el sueño, los factores psicológicos, el desempeño humano, la habitabilidad y la telemedicina. Ejemplos de análogos de vuelos espaciales incluyen cámaras de confinamiento (Mars-500), hábitats submarinos (NEEMO) y estaciones Antárticas (Estación Concordia) y Árticas FMARS y (Proyecto Haughton-Mars ).

## Carreras de medicina espacial

### Grados, áreas de especialización y certificaciones relacionados
- Certificación aeromédica
- Medicina aeroespacial
- Estudios aeroespaciales
- Medicina ocupacional y preventiva
- Salud global
- Salud pública
- Medicina de desastres
- Medicina prehospitalaria
- Naturaleza y medicina extrema

### Enfermería espacial
La enfermería espacial es la especialidad de enfermería que estudia cómo los viajes espaciales afectan los patrones de respuesta humana. Similar a la medicina espacial, la especialidad también contribuye al conocimiento sobre la atención de enfermería a los pacientes terrestres.

## Medicina en vuelo

### Ultrasonido y espacio
El ultrasonido es la principal herramienta de diagnóstico por imágenes en la ISS y para las misiones futuras previsibles. Los rayos X y las tomografías computarizadas implican radiación que es inaceptable en el entorno espacial. Aunque la resonancia magnética utiliza magnetismo para crear imágenes, en la actualidad es demasiado grande para considerarla como una opción viable. El ultrasonido, que utiliza ondas sonoras para crear imágenes y viene en paquetes del tamaño de una computadora portátil, proporciona imágenes de una amplia variedad de tejidos y órganos. Actualmente se usa para observar el globo ocular y el nervio óptico para ayudar a determinar la (s) causa (s) de los cambios que la NASA ha notado principalmente en los astronautas de larga duración. La NASA también está superando los límites del uso de ultrasonido con respecto a los problemas musculoesqueléticos, ya que estos son algunos de los problemas más comunes y con mayor probabilidad de ocurrir. Los desafíos importantes para el uso de ultrasonidos en misiones espaciales es entrenar al astronauta para usar el equipo (los técnicos de ultrasonido pasan años entrenando y desarrollando las habilidades necesarias para ser "buenos" en su trabajo) así como interpretar las imágenes que se capturan. Gran parte de la interpretación de ultrasonidos se realiza en tiempo real, pero no es práctico entrenar a los astronautas para que realmente lean / interpreten los ultrasonidos. Por lo tanto, los datos se envían actualmente al control de la misión y se envían al personal médico para que los lea e interprete. Las futuras misiones de clase de exploración deberán ser autónomas debido a que los tiempos de transmisión son demasiado largos para condiciones médicas urgentes / emergentes. Actualmente se está investigando la capacidad de ser autónomo o de utilizar otros equipos como las resonancias magnéticas.

### Era del transbordador espacial
Con la capacidad de elevación adicional presentada por el programa del transbordador espacial, los diseñadores de la NASA pudieron crear un kit de preparación médica más completo. El SOMS consta de dos paquetes separados: el kit de medicamentos y vendajes (MBK) y el kit médico de emergencia (EMK). Mientras que el MBK contenía medicamentos en cápsula (tabletas, cápsulas y supositorios), materiales para vendajes y medicamentos tópicos, el EMK tenía medicamentos para administrar por inyección, elementos para realizar cirugías menores, elementos de diagnóstico / terapéuticos y un kit de prueba microbiológica.
John Glenn, el primer astronauta estadounidense en orbitar la Tierra, regresó con mucha fanfarria al espacio una vez más en STS-95 a los 77 años de edad para enfrentar los desafíos fisiológicos que impiden los viajes espaciales a largo plazo para los astronautas: pérdida de densidad ósea, pérdida de masa muscular, trastornos del equilibrio, trastornos del sueño, cambios cardiovasculares y depresión del sistema inmunológico, todos los cuales son problemas que enfrentan tanto las personas mayores como los astronautas.

### Investigaciones futuras

#### Viabilidad de los vuelos espaciales de larga duración
Con el interés de crear la posibilidad de vuelos espaciales de mayor duración, la NASA ha invertido en la investigación y aplicación de la medicina espacial preventiva, no solo para patologías médicamente prevenibles sino también para traumas. Aunque el trauma constituye una situación más potencialmente mortal, las patologías médicamente prevenibles representan una amenaza mayor para los astronautas. "El miembro de la tripulación involucrado está en peligro debido al estrés de la misión y la falta de capacidades de tratamiento completas a bordo de la nave espacial, lo que podría resultar en la manifestación de síntomas más severos que los generalmente asociados con la misma enfermedad en el ambiente terrestre. Además, la situación es potencialmente peligrosa para los demás miembros de la tripulación porque el pequeño sistema ecológico cerrado de la nave espacial favorece la transmisión de enfermedades. Incluso si la enfermedad no se transmite, la seguridad de los otros miembros de la tripulación puede verse comprometida por la pérdida de las capacidades del miembro de la tripulación que está enfermo. Tal suceso será más grave y potencialmente peligroso a medida que aumenta la duración de las misiones tripuladas y los procedimientos operativos se vuelven más complejos. No solo la salud y la seguridad de los miembros de la tripulación se vuelven críticas, sino que la probabilidad de éxito de la misión se reduce si la enfermedad ocurre durante el vuelo. Abortar una misión para devolver a un miembro de la tripulación enfermo antes de que se completen los objetivos de la misión es costoso y potencialmente peligroso"

## Impacto en la ciencia y la medicina
Los astronautas no son los únicos que se benefician de la investigación de la medicina espacial. Se han desarrollado varios productos médicos que son derivados espaciales, que son aplicaciones prácticas para el campo de la medicina que surgen del programa espacial. Debido a los esfuerzos de investigación conjuntos entre la NASA, los Institutos Nacionales sobre el Envejecimiento (una parte de los Institutos Nacionales de Salud) y otras organizaciones relacionadas con el envejecimiento, la exploración espacial ha beneficiado a un segmento particular de la sociedad, las personas mayores. La evidencia de la investigación médica relacionada con el envejecimiento realizada en el espacio fue más notoria públicamente durante STS-95 (ver más abajo).

### Pre-Mercurio a través de Apolo
- Radioterapia para el tratamiento del cáncer: junto con la Clínica Cleveland, el ciclotrón del Centro de Investigación Glenn en Cleveland, Ohio, se utilizó en los primeros ensayos clínicos para el tratamiento y evaluación de la terapia de neutrones para pacientes con cáncer.[72]
- Plegables caminantes : Hecho de un material metálico ligero desarrollado por la NASA para aeronaves y naves espaciales, andadores plegables son portátiles y fáciles de manejar.
- Sistemas de alerta personal: estos son dispositivos de alerta de emergencia que pueden usar las personas que pueden requerir asistencia médica o de seguridad de emergencia. Cuando se presiona un botón, el dispositivo envía una señal a una ubicación remota para obtener ayuda. Para enviar la señal, el dispositivo se basa en la tecnología de telemetría desarrollada en la NASA.
- Exploraciones CAT y MRI : los hospitales utilizan estos dispositivos para ver el interior del cuerpo humano. Su desarrollo no habría sido posible sin la tecnología proporcionada por la NASA después de que encontró una manera de tomar mejores fotografías de la luna de la Tierra.[73]
- Dispositivo estimulador muscular: este dispositivo se utiliza durante media hora al día para prevenir la atrofia muscular en personas paralizadas. Proporciona estimulación eléctrica a los músculos, lo que equivale a trotar tres millas por semana. Christopher Reeve los usó en su terapia.
- Herramientas de evaluación ortopédica: La NASA desarrolló un equipo para evaluar la postura, la marcha y las alteraciones del equilibrio, junto con una forma sin radiación de medir la flexibilidad ósea mediante vibración.
- Mapeo del pie diabético : esta técnica se desarrolló en el centro de la NASA en Cleveland, Ohio, para ayudar a controlar los efectos de la diabetes en los pies.
- Amortiguación de espuma: la espuma especial que se usa para proteger a los astronautas durante el despegue se usa en almohadas y colchones en muchos hogares de ancianos y hospitales para ayudar a prevenir úlceras, aliviar la presión y proporcionar una mejor noche de sueño.
- Máquinas de diálisis renal: estas máquinas se basan en la tecnología desarrollada por la NASA para procesar y eliminar los desechos tóxicos del líquido de diálisis usado.
- Sillas de ruedas parlantes: las personas paralizadas que tienen dificultades para hablar pueden usar una función de conversación en sus sillas de ruedas que fue desarrollada por la NASA para crear un habla sintetizada para aviones.
- Sillas de ruedas ligeras y plegables: estas sillas de ruedas están diseñadas para ser portátiles y se pueden plegar y guardar en los baúles de los automóviles. Dependen de materiales sintéticos que la NASA desarrolló para sus naves aéreas y espaciales.
- Marcapasos cardíaco implantable quirúrgicamente: estos dispositivos dependen de tecnologías desarrolladas por la NASA para su uso con satélites. Comunican información sobre la actividad del marcapasos, como cuánto tiempo queda antes de que sea necesario reemplazar las baterías.
- Desfibrilador cardíaco implantable : esta herramienta monitorea continuamente la actividad cardíaca y puede administrar una descarga eléctrica para restaurar la regularidad de los latidos cardíacos.
- Comunicaciones EMS: la tecnología utilizada para comunicar la telemetría entre la Tierra y el espacio fue desarrollada por la NASA para monitorear la salud de los astronautas en el espacio desde tierra. Las ambulancias utilizan esta misma tecnología para enviar información, como lecturas de ECG, de los pacientes en el transporte a los hospitales. Esto permite un tratamiento mejor y más rápido.
- Terapia de ingravidez : La ingravidez del espacio puede permitir que algunas personas con movilidad limitada en la Tierra, incluso aquellas que normalmente están confinadas a sillas de ruedas, tengan la libertad de moverse con facilidad. El físico Stephen Hawking aprovechó la ingravidez en el avión Vomit Comet de la NASA en 2007.[74] Esta idea también llevó al desarrollo de la cinta antigravedad de la tecnología de la NASA.

### Microgravedad ultrasónica
El estudio de ultrasonido de diagnóstico avanzado en microgravedad está financiado por el Instituto Nacional de Investigación Biomédica Espacial e implica el uso de ultrasonido entre los astronautas, incluidos los ex comandantes de la ISS Leroy Chiao y Gennady Padalka, quienes son guiados por expertos remotos para diagnosticar y potencialmente tratar cientos de afecciones médicas en el espacio.. Este estudio tiene un impacto generalizado y se ha ampliado para cubrir lesiones deportivas profesionales y olímpicas, así como estudiantes de medicina. Se prevé que el ultrasonido guiado a distancia tendrá aplicación en la Tierra en situaciones de atención rural y de emergencia. Los hallazgos de este estudio se enviaron para su publicación en la revista Radiology a bordo de la Estación Espacial Internacional; el primer artículo presentado en el espacio.